# Мігель Ернандес (футболіст)
Мігель Ернандес Санчес (ісп. Miguel Hernández Sánchez, нар. 19 лютого 1970, Мадрид) — іспанський футболіст, що грав на позиції захисника, зокрема за «Райо Вальєкано».
Олімпійський чемпіон 1992 року.

## Клубна кар'єра
У дорослому футболі дебютував 1990 року виступами за команду «Райо Вальєкано», в якій провів чотири сезони, взявши участь у 109 матчах чемпіонату.  Більшість часу, проведеного у складі «Райо Вальєкано», був основним гравцем захисту команди.
Згодом з 1994 по 1999 рік грав у складі команд «Еспаньйол», «Саламанка», «Льєйда» та «Тарраса».
Завершив ігрову кар'єру у третьоліговій команді «Мостолес», за яку виступав протягом 1999—2000 років.

## Виступи за збірну
Протягом 1991–1992 років залучався до лав олімпійської збірної Іспанії. Був учасником домашніх для іспанців Олімпійських іграх 1992 року, на яких вони здобули «золото».

## Титули і досягнення
- Олімпійський чемпіон (1):

Іспанія: 1992